# Gouvernement Lars Løkke Rasmussen II
 (août 2023).
Si vous disposez d'ouvrages ou d'articles de référence ou si vous connaissez des sites web de qualité traitant du thème abordé ici, merci de compléter l'article en donnant les références utiles à sa vérifiabilité et en les liant à la section « Notes et références ».
Royaume de Danemark
Thorning-Schmidt II Rasmussen III
Le gouvernement Lars Løkke Rasmussen II (en danois : Regeringen Lars Løkke Rasmussen II) est le gouvernement du royaume de Danemark du 28 juin 2015 au 28 novembre 2016, durant la soixante-huitième législature du Folketing.

## Coalition et historique
Dirigé par l'ancien Premier ministre libéral Lars Løkke Rasmussen, ce gouvernement est constitué par le seul Parti libéral (V). À lui seul, il dispose de 34 députés sur 179, soit 18,9 % des sièges du Folketing. Il est soutenu, sans participation, par le Parti populaire danois (DF), l'Alliance libérale (LA) et le Parti populaire conservateur (KF). Ensemble, ils disposent de 56 députés sur 179, soit 31,3 % des sièges du Folketing.
Il est formé à la suite des élections législatives anticipées du 18 juin 2015. Il succède donc au second gouvernement de Helle Thorning-Schmidt, constitué des Sociaux-démocrates (SD) et du Parti social-libéral danois (RV), et soutenu par le Parti populaire socialiste (SF) et la Liste de l'unité (ERG).
Au cours du scrutin, les SD redeviennent le premier parti du pays, après avoir occupé la deuxième place pendant quatorze ans. En deuxième place arrive le DF, qui devance le Parti libéral de trois élus. Il faut remonter à 1990 pour retrouver les libéraux en troisième position. Avec 90 députés sur 179, le bloc de droite l'emporte de justesse sur la coalition de gauche au pouvoir depuis presque quatre ans.
Le président du DF Kristian Thulesen Dahl ayant renoncé à constituer l'exécutif, l'ancien chef du gouvernement et président du Venstre Lars Løkke Rasmussen est renommé Premier ministre. Il forme ensuite une équipe de seulement seize ministres issus uniquement de sa propre formation politique. C'est la première fois depuis la constitution du cinquième gouvernement d'Anker Jørgensen, en 1981, que l'exécutif ne comprend qu'une seule force politique et la première fois depuis 1973 et le gouvernement de courte vie (14 mois) de Poul Hartling, que le Parti libéral dirige seul le pays.

## Composition
| Fonction                                                               | Titulaire | Titulaire                                                | Parti |
| ---------------------------------------------------------------------- | --------- | -------------------------------------------------------- | ----- |
| Premier ministre                                                       |           | Lars Løkke Rasmussen                                     | V     |
| Ministre des Finances                                                  |           | Claus Hjort Frederiksen                                  | V     |
| Ministre des Affaires étrangères                                       |           | Kristian Jensen                                          | V     |
| Ministre de la Culture Ministre des Affaires ecclésiastiques           |           | Bertel Haarder                                           | V     |
| Ministre des Transports et des Travaux publics                         |           | Hans Christian Schmidt                                   | V     |
| Ministre de l'Environnement et de l'Alimentation                       |           | Eva Kjer Hansen (jusqu'au 29/02/2016) Esben Lunde Larsen | V     |
| Ministre du Commerce et de la Croissance                               |           | Troels Lund Poulsen                                      | V     |
| Ministre de l'Immigration, de l'Intégration et du Logement             |           | Inger Støjberg                                           | V     |
| Ministre des Affaires sociales et de l'Intérieur                       |           | Karen Ellemann                                           | V     |
| Ministre de la Justice                                                 |           | Søren Pind                                               | V     |
| Ministre de l'Énergie, de l'Approvisionnement énergétique et du Climat |           | Lars Christian Lilleholt                                 | V     |
| Ministre de l'Enfance, de l'Égalité et de l'Éducation                  |           | Ellen Trane Nørby                                        | V     |
| Ministre de la Santé et des Personnes âgées                            |           | Sophie Løhde                                             | V     |
| Ministre de la Fiscalité                                               |           | Karsten Lauritzen                                        | V     |
| Ministre de l'Enseignement supérieur et de la Recherche                |           | Esben Lunde Larsen (jusqu'au 29/02/2016) Ulla Tørnæs     | V     |
| Ministre de la Défense Ministre de la Coopération nordique             |           | Carl Holst (jusqu'au 29/09/2015) Peter Christensen       | V     |
| Ministre de l'Emploi                                                   |           | Jørn Neergaard Larsen                                    | V     |

## Féminisation du gouvernement
Lors de sa formation, le cabinet contient cinq femmes ministres, sur un total de seize portefeuilles ministériels.